# 1226

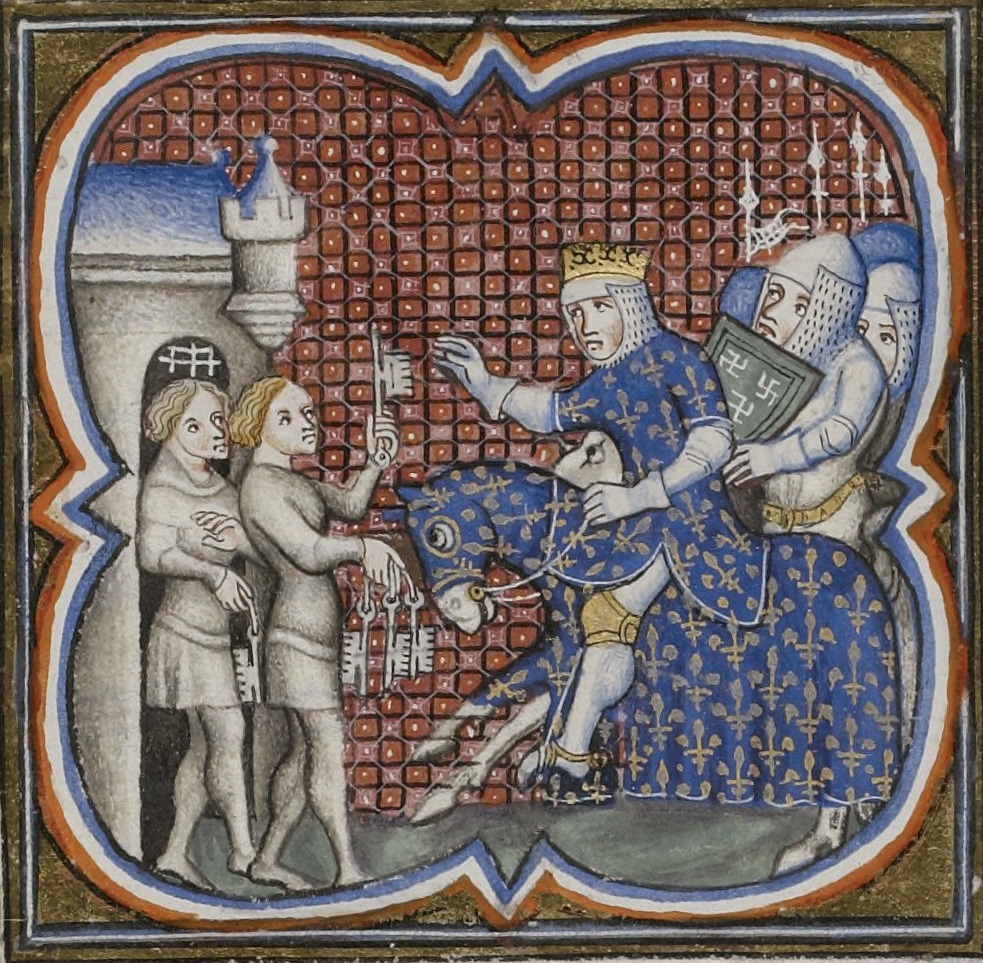
Lodewijk VIII neemt Avignon in

Het jaar 1226 is het 26e jaar in de 13e eeuw volgens de christelijke jaartelling.

## Gebeurtenissen
- 4 maart: de planeten Jupiter en Saturnus staan op 1 lijn vanaf de aarde gezien, een zogenaamde 'Kerstster'. De eerstvolgende keer is pas weer op 21 december 2020.
- maart - Gouden Bul van Rimini: Keizer Frederik II bevestigt de Duitse Orde in hun bezit van Pruisen. Begin van de Duitse Ordestaat.

- 11 april - Vrede van Melun: Edelen en steden van Vlaanderen brengen leenhulde en zweren trouw aan de Franse koning Lodewijk VIII. Graaf-gemaal Ferrand van Portugal zal na 12 jaar gevangenschap worden vrijgelaten.

- 14 juni - Isabella van Armenië trouwt met Hethum van Barberon

- 2 juli - Aarlen - Walram III van Limburg opgevolgd door zijn zoon Hendrik
- 8 november - Op de thuisreis vanaf Toulouse sterft koning Lodewijk Xi van Frankrijk aan dissenterie.
- 12 november - Frederik van Altena-Isenberg wordt ter dood veroordeeld voor zijn aandeel in de dood van zijn oom, aartsbisschop Engelbert van Keulen.
- 29) - De overleden Lodewijk VIII van Frankrijk wordt opgevolgd door zijn zoon Lodewijk IX onder regentschap van diens moeder Blanche van Castilië.
- november - Ferdinand III van Castilië verovert de Taifa Baeza

zonder datum
- De Mongolen onder Dzjengis Khan vallen de Tangut aan.
- Colmar, Dortmund en Lübeck worden vrije rijkssteden.
- Perche wordt na de dood van graaf Willem bij het Franse kroondomein gevoegd.
- Het graafschap Ravensberg wordt verdeeld. Lodewijk krijgt Ravensberg-Bielefeld, zijn broer Otto II Vlotho en Vechta.
- Hamm wordt gesticht.
- Borken krijgt stadsrechten.
- Oudst bekende vermelding: Kuřim, Monnikerede, Podjuchy, Reinbek, Starnberg

## Opvolging
- Abbasiden (kalief van Bagdad) - Az-Zahir opgevolgd door Al-Mustansir
- patriarch van Antiochië (Latijns) - Albert Rezzato na sedisvacatie
- Chiny - Lodewijk IV opgevolgd door zijn dochter Johanna
- Limburg - Walram III opgevolgd door zijn zoon Hendrik IV
- Namen - Filips II opgevolgd door zijn broer Hendrik II
- Nevers en Auxerre - Gwijde II van Saint-Pol opgevolgd door Gwijde IV van Forez
- Saint-Pol - Gwijde II opgevolgd door zijn broer Hugo V
- Thouars - Amalrik VII opgevolgd door zijn broer Hugo I
- Vietnam - Tran Thai Tong als opvolger van Ly Chieu Hoang

## Afbeeldingen

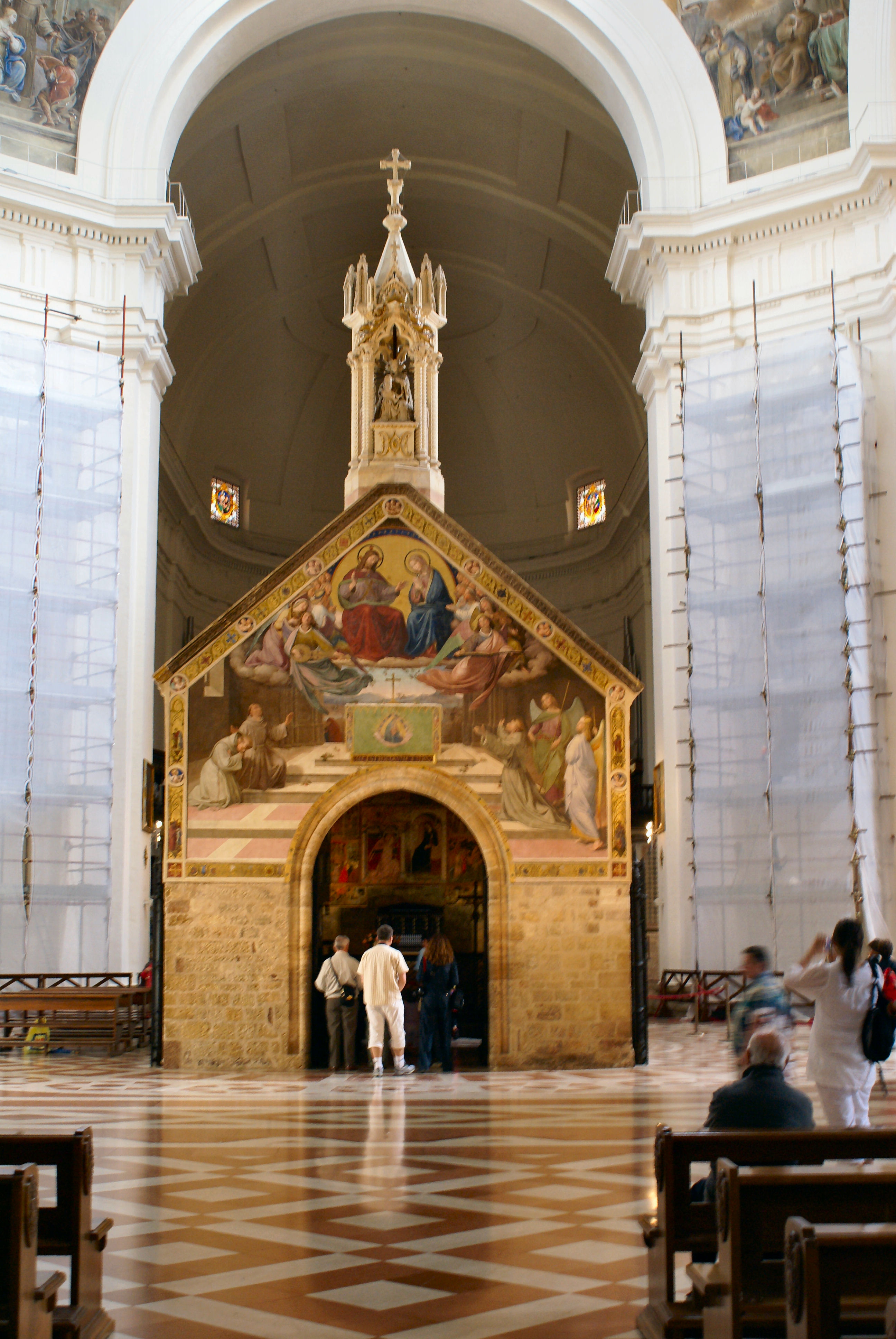
De Portiuncula-kapel in Assisi, overlijdensplaats van St. Franciscus
wapenschild van de Duitse Orde
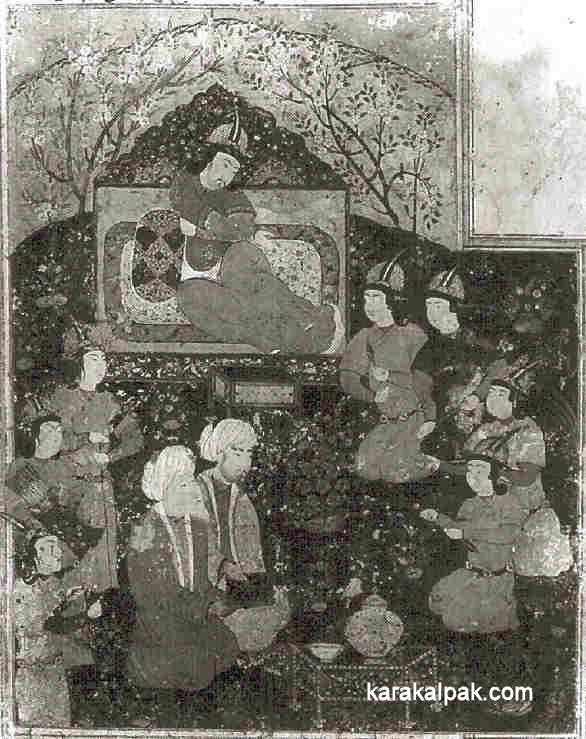
Dzjengis Khan verdeelt zijn rijk onder zijn zonen
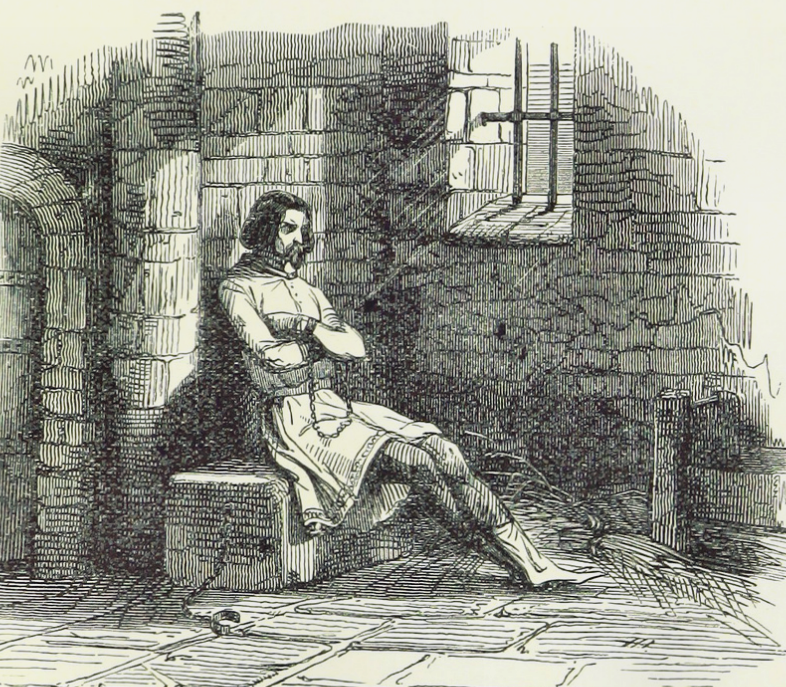
Ferrand van Portugal in gevangenschap
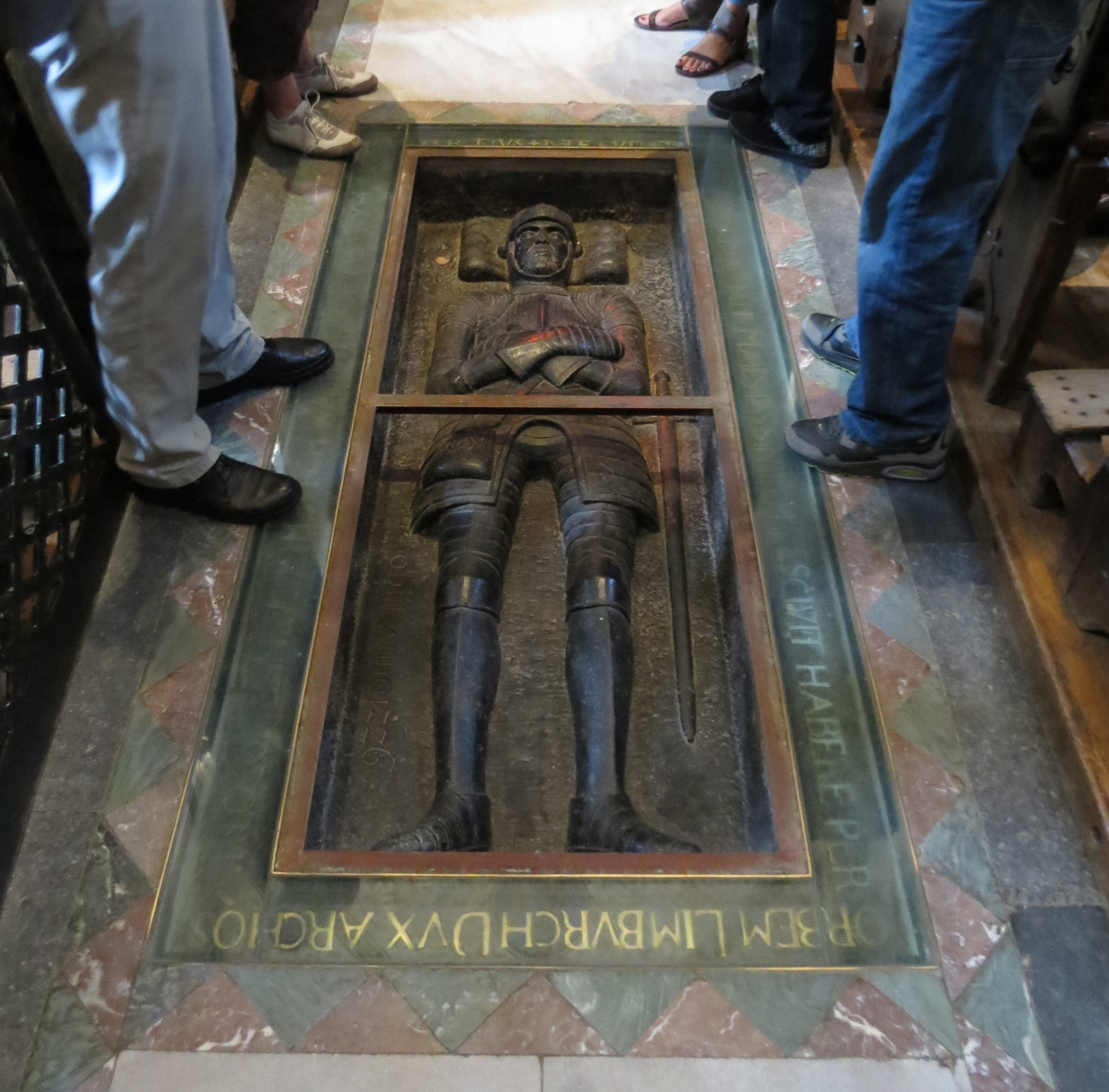
Graf van Walram III
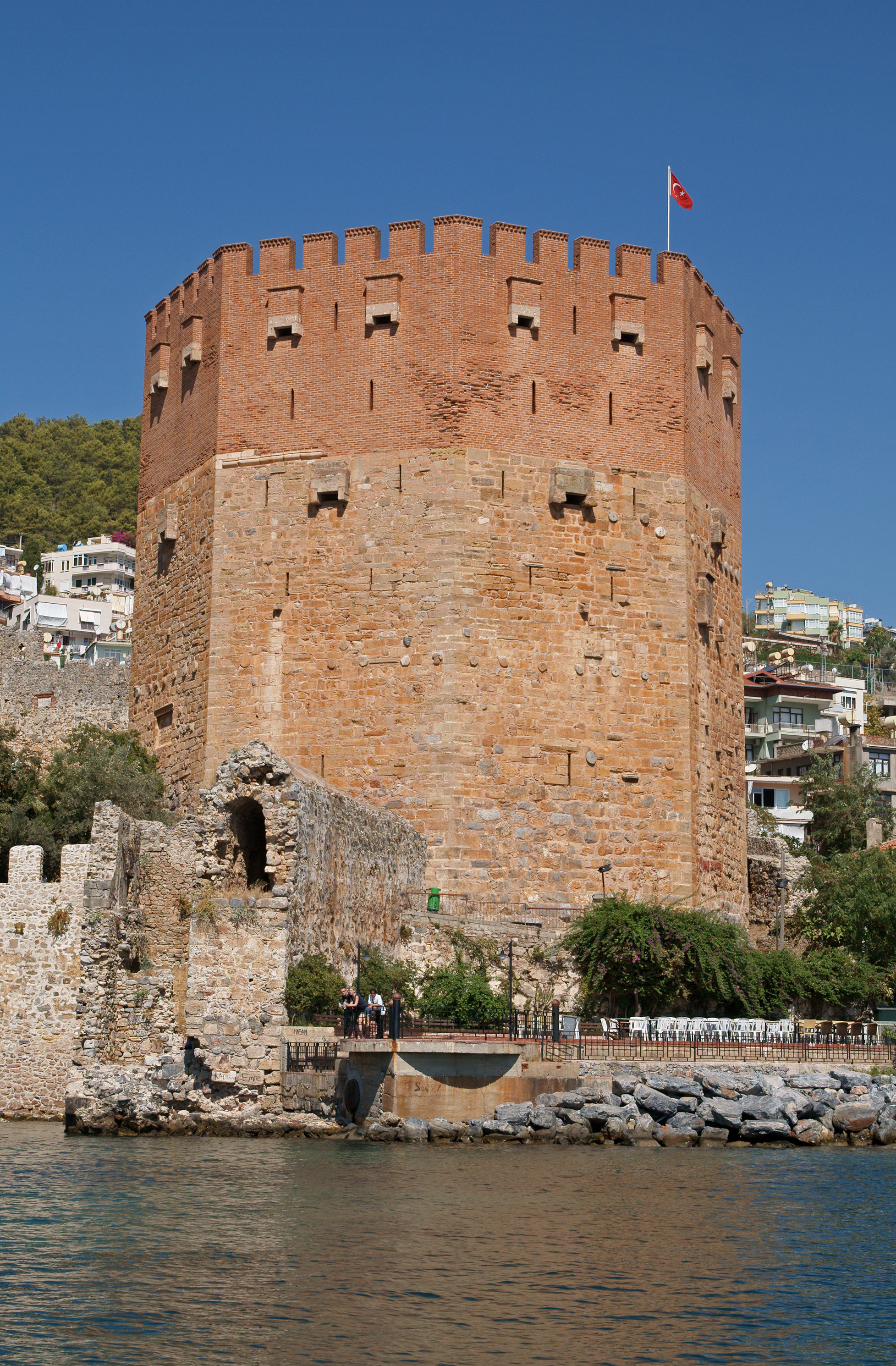
Kızıl Kule (Rode Toren) in Alanya, voltooid 1226

## Geboren
- 21 juni - Bolesław V, groothertog van Polen (1247-1279)
- Gertrude van Babenberg, hertogin van Oostenrijk
- Jean de Courtenay-Champignelles, aartsbisschop van Reims
- Maria van Brabant, echtgenote van Lodewijk II van Beieren
- Ulrich I, graaf van Württemberg
- Bar-Hebraeus, Syrisch theoloog (jaartal bij benadering)
- Gwijde van Dampierre, graaf van Vlaanderen (1278-1305) (jaartal bij benadering)

## Overleden

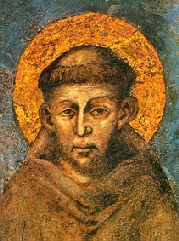
Franciscus van Assisi op een fresco in de benedenkerk van Assisi

- 24 januari - Gwijde II, graaf van Saint-Pol
- 18 februari - Willem van Perche, bisschop van Châlons en graaf van Perched
- 30 maart - Rudolf van Clermont-Beauvais (~65), Frans edelman
- 2 juli - Walram III, hertog van Limburg (1221-1226)
- 3 oktober - Franciscus van Assisi (~44), Italiaans monasticus
- 8 november - Lodewijk VIII (38), koning van Frankrijk (1223-1226) (dysenterie)
- Amalrik VII, burggraaf van Thouars
- Filips II, markgraaf van Namen (1212-1226)
- Lodewijk IV, graaf van Chiny
- Lý Huệ Tông, keizere van Vietnam (1211-1224)
- Jochi, Mongools kan (jaartal bij benadering)
- Willem van Mandaléa, Normandisch kruisvaarder (jaartal bij benadering)